# Коэн, Ариэль
Ариэль Коэн (англ. Ariel Cohen; Валерий Коган; 3 апреля 1959, Ялта, СССР) — американский журналист и политолог, специалист по международным отношениям в области безопасности и энергетики регионов Россия — Евразия, Восточная Европа, Ближний Восток.
Директор Центра энергетики, природных ресурсов и геополитики Института анализа глобальной безопасности. Член Совета по международным отношениям США, Международного института стратегических исследований (Лондон).

## Биография
Родился в Ялте, где его родители жили с 1917 года. Там же окончил школу.
В 1976 году вся семья эмигрировала в Израиль. Проходил службу в ВС Израиля. Жил в Израиле, где в 1986 году получил бакалавра права в Университет имени Бар-Илана и работал журналистом.
Переехал в США в 1987 году, где в 1989 году получил степень магистра в области права и дипломатии, а затем, в 1993 году — доктора философии в Флетчерской школе права и дипломатии Университета Тафта.
Работал консультантом Комитета Сената США по международным отношениям и Комитета Палаты представителей США по вооружённым силам Комитета Палаты представителей США по юстиции и Комиссии по безопасности и сотрудничеству в Европе. Агентства США по международному развитию, Всемирного банка, Пентагона. Читал курсы лекций в ЦРУ.
С 1992 года работает сотрудником Института международных исследований Дейвиса при Heritage Foundation, где ведет исследовательскую программу по России и Содружеству Независимых Государств (СНГ).
Член Совета по международным отношениям и Международного института стратегических исследований.

## Научные труды

### Монографии
- The Russian Military and the Georgia War: Lessons and Implications[4] (with Robert E. Hamilton and Strategic Studies Institute), (Military Bookshop, 2011) ISBN 978-1780395135
- Kazakhstan: The Road to Independence[5] (Central Asia Caucasus Institute, 2008, paperback) ISBN 978-9185937363
- Kazakhstan: Energy Cooperation with Russia - Oil, Gas and Beyond[6] (GMB Publishing, 2006, paperback) ISBN 978-1905050413
- Eurasia in Balance[7] (Ashgate, 2005, hardcover), ISBN 978-0754644491
- Russian Imperialism: Development and Crisis[8] (Praeger, 1996 – hardcover, 1998-paperback), ISBN 978-0275964818